# Rudolf Noack
Rudolf Noack (Amburgo, 30 marzo 1913 – 30 giugno 1947) è stato un calciatore tedesco, di ruolo attaccante.

## Palmarès

### Club

#### Competizioni nazionali
- Campionato austriaco: 2

First Vienna: 1942-1943, 1943-1944
- Coppa di Germania: 1

First Vienna: 1943